# Stazione di Shin-Yahashira
La stazione di Shin-Yahashira (新八柱駅?, Shin-Yahashira-eki) è una stazione ferroviaria situata nella città di Matsudo, nella prefettura di Chiba in Giappone e servita dalla linea Musashino della JR East.

## Linee
East Japan Railway Company
■ Linea Musashino

## Struttura
La stazione è dotata di due binari affiancati da due marciapiedi laterali. Realizzata in trincea, il fabbricato viaggiatori è costruito direttamente sopra i binari, rendendola di fatto una stazione sotterranea.
| 1 | ■ Linea Musashino | per Minami-Urawa, Nishi-Kokubunji e Fuchū-Honmachi |
| 2 | ■ Linea Musashino | per Nishi-Funabashi, Kaihin-Makuhari e Tokyo       |

## Stazioni adiacenti
| «               | Servizio        | »               |
| Linea Musashino | Linea Musashino | Linea Musashino |
| --------------- | --------------- | --------------- |
| Shin-Matsudo    | -               | Higashi-Matsudo |